# The Black Keys
A The Black Keys garázsrockot, blues-rockot és indie rockot játszó amerikai duó az Ohio állambeli Akronból. Tagjai Dan Auerbach és Patrick Carney. Eleinte független duóként kezdték, saját maguk adták ki a lemezeiket, illetve a házuk alagsorában írták a dalaikat, de az évek alatt az egyik legnépszerűbb zenekarrá nőtték ki magukat. Lemezeiket jelenleg az Alive Records, Fat Possum Records, Nonesuch, V2, Warner Bros. kiadók dobják piacra. 

## Tagok
- Dan Auerbach – gitár, ének, basszusgitár, billentyűk
- Patrick Carney – dobok, ütős hangszerek

## Diszkográfia
- The Big Come Up (2002)
- Thickfreakness (2003)
- Rubber Factory (2004)
- Magic Potion (2006)
- Attack and Release (2008)
- Brothers (2010)
- El Camino (2011)
- Turn Blue (2014)
- Let's Rock (2019)
- Delta Kream (2021)
- Dropout Boogie (2022)
- Ohio Players (2024)

## Egyéb kiadványok

### EP-k
- The Moan (2004)
- Chulahoma: The Songs of Junior Kimbrough (2006)

### Együttműködésben készült lemezek
- Blakroc (2009)

### Bootleg albumok
- Live in Austin, TX (2006)

### Videóalbumok
- Live (2005)
- Thickfreakness in Austin (2006)
- Austin City Limits Music Festival 2005 (2006)
- Live at the Crystal Ballroom (2008)